# Rivungo
Rivungo é uma cidade e município da província do Cuando, em Angola.
Tem 29 510 km² e cerca de 53 mil habitantes. É limitado a norte pelo município de Dima, a leste pelo município de Chiume e pela República da Zâmbia, a sul pelo município de Xipundo, e a oeste pelo município de Mavinga.
O município é constituído apenas pela comuna-sede. Anteriormente seu território continha as comunas de Luiana, Xipundo e Mainha Neriquinha.